# Daniel Schnider
Daniel Schnider (* 20. November 1973 in Hasle) ist ein ehemaliger Schweizer Radrennfahrer.

## Sportliche Laufbahn
Ab 1992 fuhr Daniel Schnider Rennen als Amateur; von 1996 bis 2005 war er Profi. In dieser Zeit fuhr Schnider rund 1000 Rennen, dabei gelangen ihm 14 Siege, darunter vier Schweizer Meistertitel: als Bergmeister (2000), als Strassenmeister (2003) und zweimal mit der Mannschaft des VC Pfaffnau.
1997 gewann Schnider das australische Rennen Melbourne to Warrnambool Cycling Classic. Von 2000 bis 2001 war er bei der Mannschaft Française des Jeux, fuhr mit ihr 2001 die Tour de France und wurde 66. in der Gesamtwertung. 2000, 2004 und 2005 startete er beim Giro d’Italia. 2003 wurde er Dritter der Gesamtwertung der Sachsen-Tour. Im Jahr 2001 gewann er zudem mit Matthew Gilmore und Scott McGrory das Zürcher Sechstagerennen.

## Berufliches
Nach Beendigung seiner aktiven Radsportkarriere im Jahre 2005 führt Schnider ein Fahrradgeschäft in Wolhusen und arbeitet als Mentaltrainer. Unter anderem bietet er Feuerlauf-Seminare an. Hobbymäßig bestreitet er weiterhin Radrennen wie das 24-Stunden-Rennen  von Schötz, das er 2010 und 2011 in einem Dreier-Team gewann und bei dem er auch den Rekord von 1018 Kilometern hält.

## Teams
- 1996 PMU Romand-Bepsa
- 1997–1999 Post Swiss Team
- 2000–2001 La Française des Jeux
- 2002–2005 Phonak Hearing Systems